# Judy Holliday
Judy Holliday (Nueva York, 21 de junio de 1921 - ibíd., 7 de junio de 1965) fue una actriz, comediante y cantante estadounidense que obtuvo notable éxito y popularidad en la época de los años cincuenta. 
Tras actuar con grupos estudiantiles, logró entrar en el mundo de la escena profesional gracias a trabajar como telefonista en el famoso Mercury Theater de Orson Welles. Comenzó su carrera como parte de un acto de discoteca antes de trabajar en obras de teatro y musicales de Broadway. Su éxito en la producción teatral de 1946 de Born Yesterday como Billie Dawn la llevó a ser elegida en la versión cinematográfica de 1950 por la que ganó un premio Óscar y un Premio Globo de Oro por su interpretación.
También fue ganadora en la ceremonia de los Premio Tony por protagonizar el musical Las campanas están sonando, anteriormente ya lo había interpretado la obra en una película con el mismo nombre dirigida por Vincente Minnelli.
En 1952, Holliday fue llamada a declarar ante el Subcomité de Seguridad Interna del Senado para responder a las afirmaciones de que estaba asociada con el comunismo.

## Biografía

### Primeros años
Judith Tuvim («Tuvim» tiene el mismo significado en yídico que «Holliday» en inglés) nació en Nueva York y fue la única hija de Abe y Helen Tuvim, inmigrantes judíos rusos. El primer trabajo  de Judy fue de telefonista en el Mercury Theatre al servicio de Orson Welles y John Houseman.

### Carrera
Comenzó su propia carrera interpretativa en diciembre de 1938, como miembro de un grupo de cabaret llamado "The Revuers". Los otros miembros del grupo fueron Betty Comden, Adolph Green, Alvin Hammer y John Frank. The Revuers tuvo una sede estable en Nueva York hasta que se disolvió en 1944.
Gracias a su experiencia con The Revuers, Judy pudo debutar en Hollywood junto a sus compañeros con la película Greenwich Village (1944), un musical dirigido por Walter Lang. Ese mismo año volvió a aparecer brevemente en títulos como Something for the boys (1944) de Lewis Seiler y Cita en los cielos (1944) de George Cukor. 
Estas pequeñas intervenciones desalentaron a Judy, que regresó al teatro. Holliday hizo su debut en Broadway el 20 de marzo de 1945, en el Belasco Theatre con la obra Kiss Them for Me y fue una de las elegidas para recibir el Clarence Derwent Award. En 1946, volvería a Broadway, a interpretar por primera vez el papel de Billie Dawn para Nacida ayer (1950). El dramaturgo Garson Kanin escribió el papel específicamente para su amiga, la brillante pero polémica actriz Jean Arthur. Arthur lo interpretó pero después de muchos problemas y enfermedades de la actriz, decidió escoger a Holliday para reemplazarla. 
El cine le daría una segunda oportunidad a Holliday. La actriz fue elegida para hacer un papel secundario en la La costilla de Adán (1949) al lado de Katharine Hepburn y Spencer Tracy. La película fue todo un éxito y el nombre de Holliday fue reconocido como la revelación del año por su destacada interpretación como rubia tonta. Poco después tendría la que sería su gran papel: la versión cinematográfica de Nacida ayer (1950) donde llevó el papel de Billie a la gran pantalla, que había interpretado durante cuatro años en Broadway. Por este papel, Hollyday ganó el Globo de Oro a la mejor actriz - Comedia o musical y el Oscar a la mejor actriz, venciendo a rivales tan temibles como Gloria Swanson, que fue nominada por El crepúsculo de los dioses y Bette Davis por Eva al desnudo.

### Investigada por comunista
En 1950, Holliday fue objeto de investigación por la FBI alegando posibles lazos con el comunismo. La investigación no revelaba "evidencias positivas de ser miembro del Partido Comunista" y la investigación concluyó a los tres meses. A pesar de ello, Hollyday estuvo incluida en la lista negra de Hollywood por lo que tuvo muchos problemas para trabajar en radio y televisión durante los tres años siguientes. 
En 1952, fue llamada a testificar ante el Senate Internal Security Subcommittee (SISS) para explicar por qué su nombre estaba relacionada con organizaciones comunistas. Holliday no tuvo más remedio que dar nombres de compañeros de los que tenía conocimiento de relaciones con organizaciones izquierdistas [cita requerida] . 
Pero es entonces cuando continúa su relación profesional con el realizador George Cukor, que supo aprovechar su talento tanto cómico como dramático en Chica para matrimonio con Aldo Ray y La rubia fenómeno, con Jack Lemmon y Peter Lawford.

### Últimos años y muerte prematura

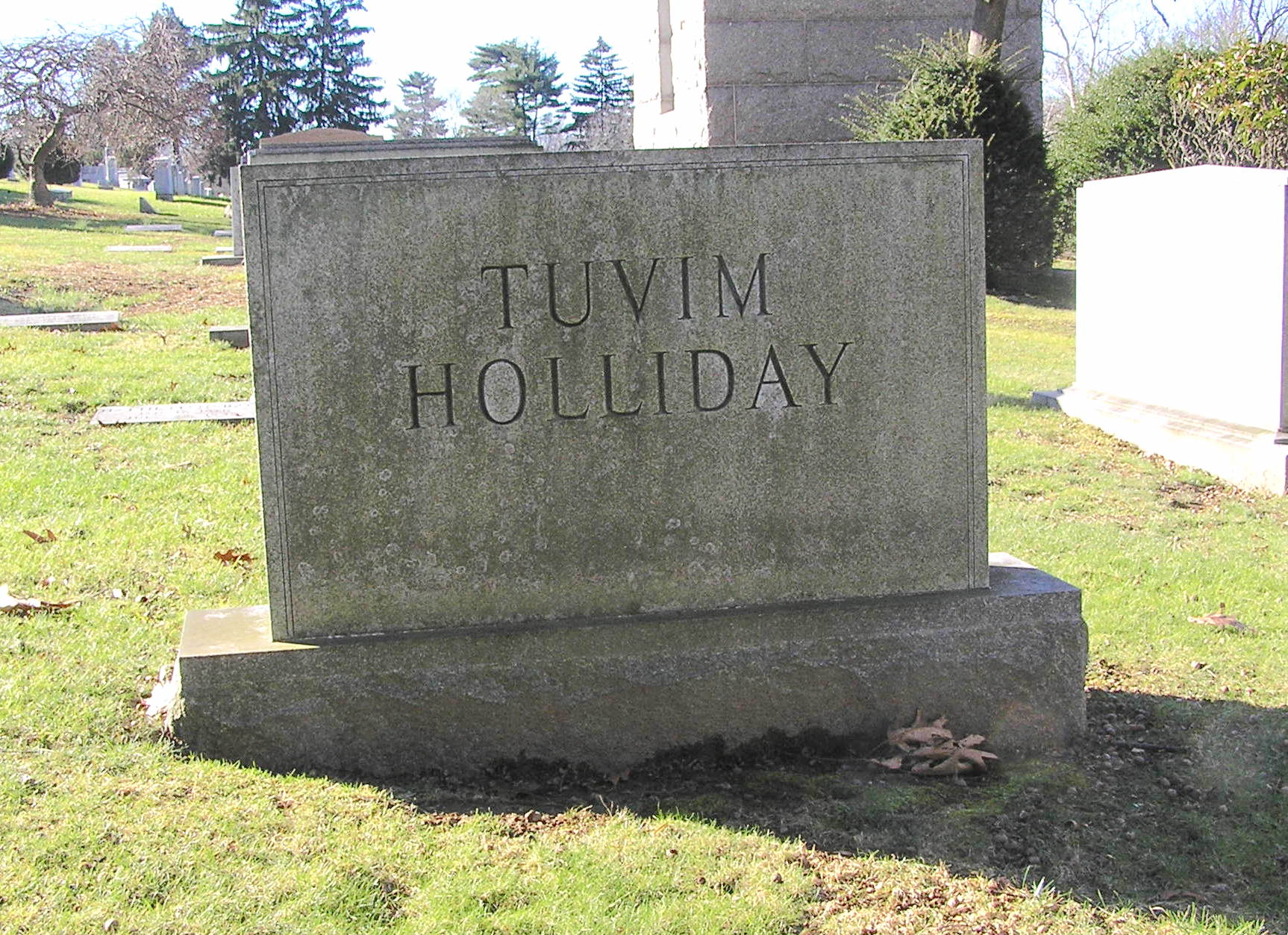
Tumba de Judy Holliday en el Cementerio Westchester Hills

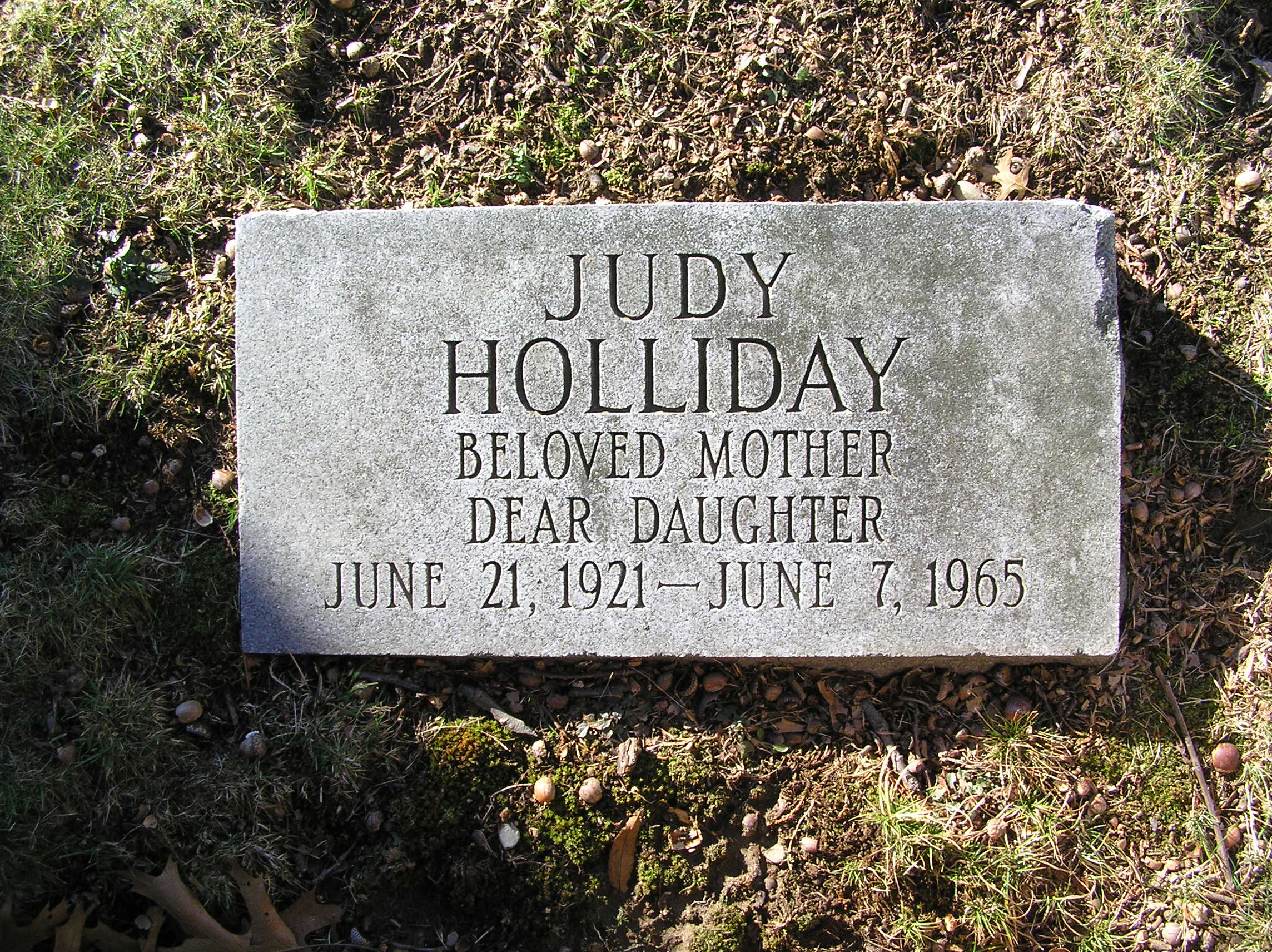
Piedra en la tumba de Holliday como recordatorio

En 1956 protagonizó un sonado éxito, la comedia de origen teatral Un cadillac de oro macizo (de Richard Quine) y en 1960 Suena el teléfono (de Vincente Minnelli junto a Dean Martin), en un papel que ya había interpretado en Broadway en 1956 y por el que había ganado el Premio Tony en 1957. En ese año, Holliday se divorciaría del clarinetista y director de orquesta David Oppenheim con el que se había casado en 1948.
En 1965 moriría de un cáncer de garganta a la edad de 43 años, siendo enterrada en el Cementerio Westchester Hills en Hastings-on-Hudson, Nueva York. Su hijo Jonathan Oppenheim crecería hasta convertirse en un documentalista notable con trabajos como Paris is Burning, Children Underground, y Arguing the World.
Pese a su encasillamiento, y a que Hollywood no supo entrever su potencial, Judy Holliday demostró ser una actriz excelente y con registro. Tiene una estrella en el Paseo de la Fama de Hollywood situado en el 6901 de Hollywood Boulevard.

## Filmografía
Fuente:
| Año  | Filme                     | Rol                     | Director                               | Notas |
| ---- | ------------------------- | ----------------------- | -------------------------------------- | --- |
| 1938 | Too Much Johnson          | Extra                   | Cortometraje de Orson Welles           | |
| 1944 | Greenwich Village         | Revuer                  | película de Walter Lang                | Holliday es visible en un papel sin acreditar |
| 1944 | Something for the Boys    | Defense plant welder    | película de Lewis Seiler               | papel sin acreditar |
| 1944 | Cita en los cielos        | Ruth Miller             | Película de George Cukor               | |
| 1949 | La costilla de Adán       | Doris Attinger          | Película de George Cukor               | Nominada – Premios Globos de Oro a la Mejor Actriz de Reparto |
| 1949 | Un día en Nueva York      | Daisy                   | Película de Stanley Donen y Gene Kelly | no acreditada, solo como actriz de voz |
| 1950 | Nacida ayer               | Emma "Billie" Dawn      | Película de George Cukor               | Ganadora - Premios Oscar a la Mejor Actriz Ganadora - Premios Globos de Oro a la Mejor Actriz Comedia o Musical Ganadora - Premios Jussi Diploma de Mérito a la Mejor Actriz Ganadora - New York Film Critics Circle Award a la Mejor Actriz (2.º lugar) |
| 1952 | Chica para matrimonio     | "Florrie" Keefer        | Película de George Cukor               | Nominada – Premios BAFTA a la Mejor Actriz |
| 1954 | La rubia fenómeno         | Gladys Glover           | Película de George Cukor               | |
| 1954 | Phffft                    | Nina Tracey née Chapman | Película de Mark Robson                | Nominada – Premios BAFTA a la Mejor Actriz |
| 1956 | Un cadillac de oro macizo | Laura Partridge         | Película de Richard Quine              | Nominada – Premios Globos de Oro a la Mejor Actriz Comedia o Musical |
| 1957 | Full of Life              | Emily Rocco             | Película de Richard Quine              | |
| 1960 | Suena el teléfono         | Ella Peterson           | Película de Vincente Minnelli          | Nominada – Premio Globos de Oro a la Mejor Actriz Comedia o Musical |

## Discografía

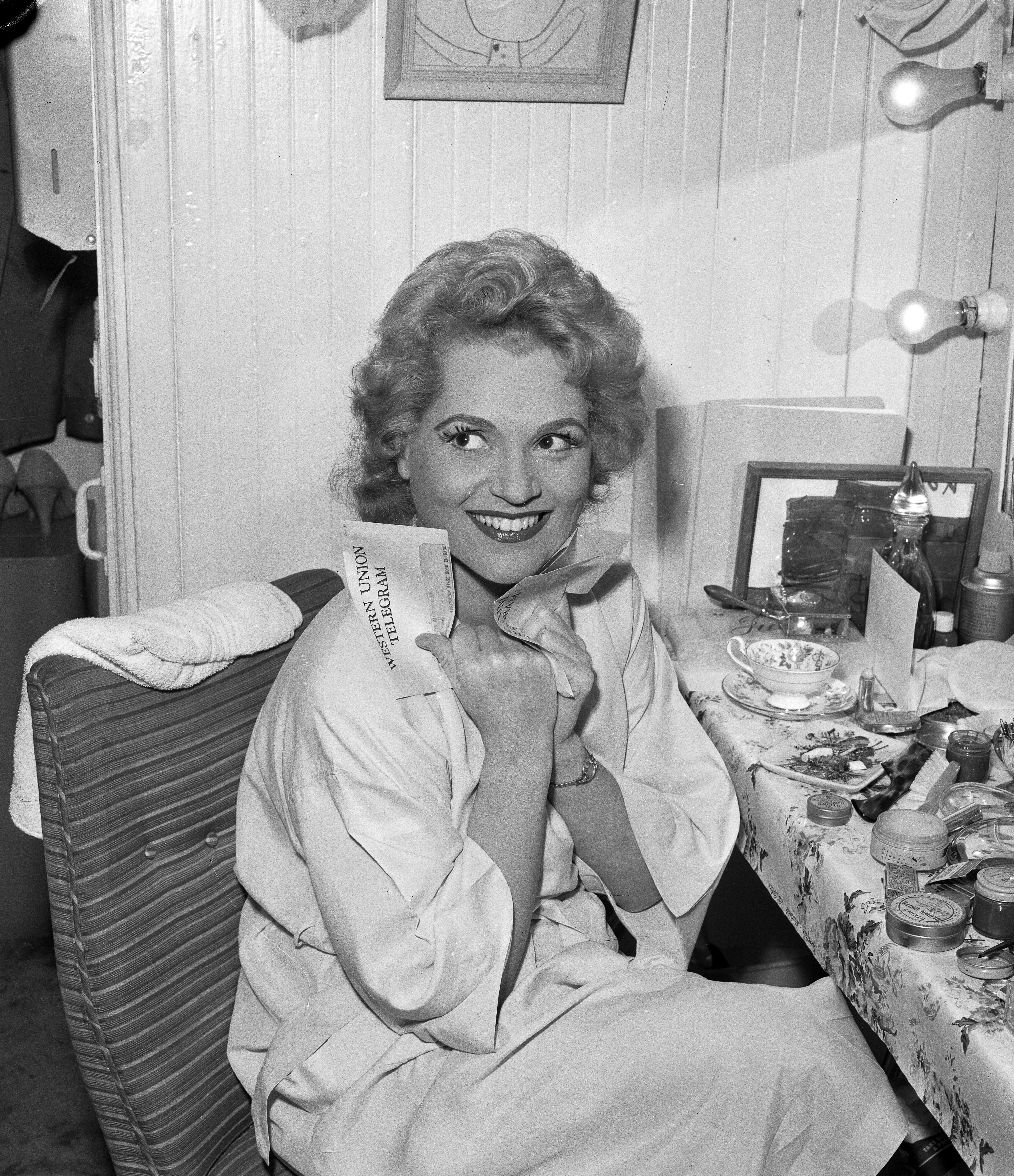
Holliday en su camerino, Los Angeles Civic Light Opera, 1959

Judy grabó dos álbumes de estudio (sin incluir su película y las bandas sonoras de Broadway) durante su vida.
- Trouble Is a Man (1958)
- Holliday with Mulligan (DRG, 1961 [1980]) con Gerry Mulligan

## Apariciones en Radio
| Año     | Programa                     | Episodio         | Otros colaboradores                  |
| ------- | ---------------------------- | ---------------- | ------------------------------------ |
| 6/13/48 | Ford Theater                 | My Sister Eileen | con Shirley Booth & Virginia Gilmore |
| 1/21/51 | The Big Show de la Radio NBC | n/a              | con Fred Allen & Eddie Cantor        |
| 2/4/51  | The Big Show de la Radio NBC | n/a              | con Fred Allen & Robert Cummings     |
| 2/25/51 | The Big Show de la Radio NBC | n/a              | con Tallulah Bankhead & Jack Haley   |
| 3/25/51 | The Big Show de la Radio NBC | n/a              | con Jimmy Durante & Carmen Miranda   |
| 3/30/51 | Hear It Now                  | The Human Tick   | con Edward R. Murrow                 |
| 4/1/51  | The Big Show de la Radio NBC | n/a              | con Groucho Marx & Bob Hope          |
| 4/22/51 | The Big Show de la Radio NBC | n/a              | con Tallulah Bankhead & Fred Allen   |
| 1/2/57  | Recollections At 30          | Ladies Night     | con The Revuers (de 1940)            |

## Premios y distinciones
Premios Óscar
| Año  | Categoría    | Película    | Resultado |
| ---- | ------------ | ----------- | --------- |
| 1951 | Mejor actriz | Nacida ayer | Ganadora  |